# Serno
Serno is een plaats en voormalige gemeente in de Duitse deelstaat Saksen-Anhalt en maakt deel uit van de Landkreis Wittenberg. Serno telt 443 inwoners.